# Merulempista
Merulempista is een geslacht van vlinders van de familie snuitmotten (Pyralidae), uit de onderfamilie Phycitinae.

## Soorten
- M. brucella Staudinger, 1879
- M. cingellella Zeller, 1846
- M. cingillella (Zeller, 1846)
- M. colorata Mey, 2011
- M. cyclogramma Hampson, 1896
- M. oppositalis Walker, 1863
- M. ragonoti Rothschild, 1913
- M. turturella (Zeller, 1848)
- M. wolschrijni Asselbergs, 1997